# Sierra Madre (Filipijnen)
De Sierra Madre is een bergketen in de Filipijnen. Deze bergketen is de langste van het land en loopt over het gehele oostelijke deel van Luzon van de provincie Cagayan tot de provincie Quezon. Een aftakking buigt af naar het westen om vervolgens over te gaan in de Caraballo Mountains. Enkele bergen van de Sierra Madre, zoals Mount Mirador, zijn bijzonder spectaculair. Het nationale park Quezon National Forest Park ligt ook in het Sierra Madre gebergte. De rivier de Pampanga, een van Luzons grotere rivieren, heeft haar bronnen in de bergketen.